# ISO 3166-2:PN
ISO 3166-2:PNはISOの3166-2規格のうち、PNで始まるものである。イギリスの海外領土ピトケアン諸島の行政区分コードを意味する。ピトケアン諸島はISO 3166-1(ISO 3166-1 alpha-2)で、PNを国コードとして割り振られている。ISO 3166-2:PNに対応する行政区分コードの割り当てはない。